# Cinque Perché
Cinque Perché (5 Whys) è un metodo che consente di esplorare le relazioni di causa-effetto per un problema ponendosi una semplice domanda. Il fine di applicare le cinque domande è quello di determinare le cause profonde (root causes) del difetto.

## Esempio
L'esempio seguente dimostra il funzionamento del processo:
- L'auto non parte, (il problema)

1. Perché - La batteria è scarica (primo perché)
2. Perché - L'alternatore non sta funzionando (secondo perché)
3. Perché - La cinghia dell'alternatore si è rotta (terzo perché)
4. Perché - La cinghia dell'alternatore non è mai stata sostituita, sebbene l'auto avesse percorso molti chilometri (quarto perché)
5. Perché - Non è stata effettuata la manutenzione programmata (quinto perché, la radice del problema).

Ci si potrebbe continuare a chiedere ancora altri perché, dato che il metodo non pone limiti al numero di domande da porsi. Si postula che cinque iterazioni siano sufficienti ad identificare la causa del problema. Il vero elemento chiave è di incoraggiare l'analista ad evitare assunti e tranelli logici, ma di concentrarsi sulla catena di causalità fino alla causa originaria. In ogni caso la causa profonda è sempre un processo.

## Storia
La tecnica fu sviluppata in origine da Sakichi Toyoda e successivamente usata dalla Toyota Motor Corporation durante l'evoluzione delle loro metodologie manifatturiere. È un elemento critico della formazione al problem solving erogato come parte introduttiva al Toyota Production System. L'architetto del Sistema di Produzione Toyota, Taiichi Ōno, descrive il metodo dei 5 perché come la "base dell'approccio scientifico Toyota ... ripetendo 5 volte perché la natura del problema come pure la sua soluzione diventa lampante". Questo strumento ha visto il suo uso diffondersi al di là della Toyota ed ora è anche usato all'interno del Six Sigma.

## Critiche
Sebbene i 5 Perché siano uno strumento importante per ingegneri e persone con preparazione tecnica, è stato criticato da Teruyuki Minoura, ex direttore acquisti globali di Toyota, per essere uno strumento troppo elementare per analizzare i problemi ad un livello utile a risolverli. Le ragioni di critica includono:
- Tendenza del problem solver a fermarsi ai sintomi, invece di indagare più a fondo alla ricerca della causa vera.
- Incapacità di andare al di là della conoscenza corrente del problem solver: non si possono trovare le cause se non le si conoscono già.
- Scarsa disponibilità di supporti che aiutino il problem solver a chiedersi i giusti "perché".
- Risultati non ripetibili: persone diverse che useranno il 5 Perché potrebbero arrivare a diverse cause per lo stesso problema.

Questi possono essere problemi significativi quando il metodo è applicato solo per deduzione. Per evitare o ridurre i rischi di errore, prima di procedere a chiedersi il "perché" successivo, è consigliato verificare subito la risposta.
Per questi motivi negli ultimi anni sono stati sviluppati ulteriori accorgimenti che permettono di massimizzare l'efficacia dell'analisi dei cinque perché. La probabilità di perdersi letteralmente in ragionamenti senza senso è stata ridotta grazie all'adozione di tre regole principali. Queste sono proposte dalla metodologia APS e possono essere schematizzate come segue:
- attenzione all'unità di misura: la coerenza delle attività di drill down (approfondimento) è garantita dal mantenimento della stessa tipologia di unità di misura sottintesa ad ogni ciclo di domanda-risposta
- Divieto di saltare ai soldi: assumendo che con infiniti soldi non scompaiono tutti i problemi, durante l'analisi si deve accettare la sfida di non terminare con la facile scusa di non aver avuto abbastanza soldi per evitare il problema
- Il processo: per evitare di fare come i bambini che chiedono perché all'infinito, e per garantire che ci si fermi al perché più significativo, sia esso il terzo o l'ottavo perché, è necessario puntare ad individuare il processo che non sta funzionando.

Con la pratica queste tre regole permettono di sviluppare un veloce processo mentale che eviti la ricerca del colpevole, facilitando l'individuazione della soluzione.